# 福山城 (備後國)
備後國的福山城是位於現今日本廣島縣福山市丸之内1丁目的一座城堡，另有久松城（ひさまつじょう）、葦陽城（いようじょう）的別名。其本丸及二之丸已被列為日本國家指定史跡，2006年被選為日本100名城。
福山城是在1615年江戶幕府頒布一國一城令後才開始興建的城，因此也是江戶時代中最晚興建的完整城堡；其形式為輪郭式平山城，並有兩層的護城河，可直接通至瀨戶內海，是作為備後福山藩的藩廳，也是藩主的居城。
現在的天守、月見櫓、御湯殿都是1966年以鋼筋混凝土結構重建的，同時在天守內設有「福山市立福山城博物館」，整個福山城遺址區域則被設立為「福山城公園」。

## 歷史
在17世紀之前，備後國的政治中心以位於東北方約六公里處的神邊城為主，而位於南方約12公里處沼隈半島南端的鞆之浦是瀨戶內海的中轉港口。
17世紀進入江戶時代後，最初備後國是福島正則的領地，但福島正則在1619年遭到沒收領地後，備後國的東南部連同備中國的西南部被交給水野勝成，最初也是以神邊城做為中心，但很快地就選定要在此地建立新城，並於1622年完工，同時也將本地命名為「福山」，新城也就命名為「福山城」，成為備後福山藩的政治中心。
此後曾由奧平松平氏的松平忠雅短暫入主十年，1710年後由阿部正邦入主，直到19世紀江戶時代結束前都是阿部氏宗家的居城。
明治維新後，新政府在1873年頒布「廢城令」，福山城一度遭到閒置，部分建築也遭到拆除，除本丸被劃為「福山公園」並保留下來，其他區域則逐漸轉作住宅或是農地使用，在19世紀末內護城河也已經被填平。外護城河的南部在1891年被填平並作為山陽鐵道的路線及福山車站使用，其他區域也陸續遭到填平使用。
1931年至1936年期間，天守、伏見櫓、筋鐵御門、御湯殿先後被列為國寶和國家史蹟，但在第二次世界大戰期間的1945年遭到美軍空襲而燒毀。
1964年本丸和二之丸再次被列為國家史蹟，並將已經成為私有土地的二之丸區域買回，1966年配合福山市建市50週年活動，重建天守、月見櫓、御湯殿。

## 圖片集

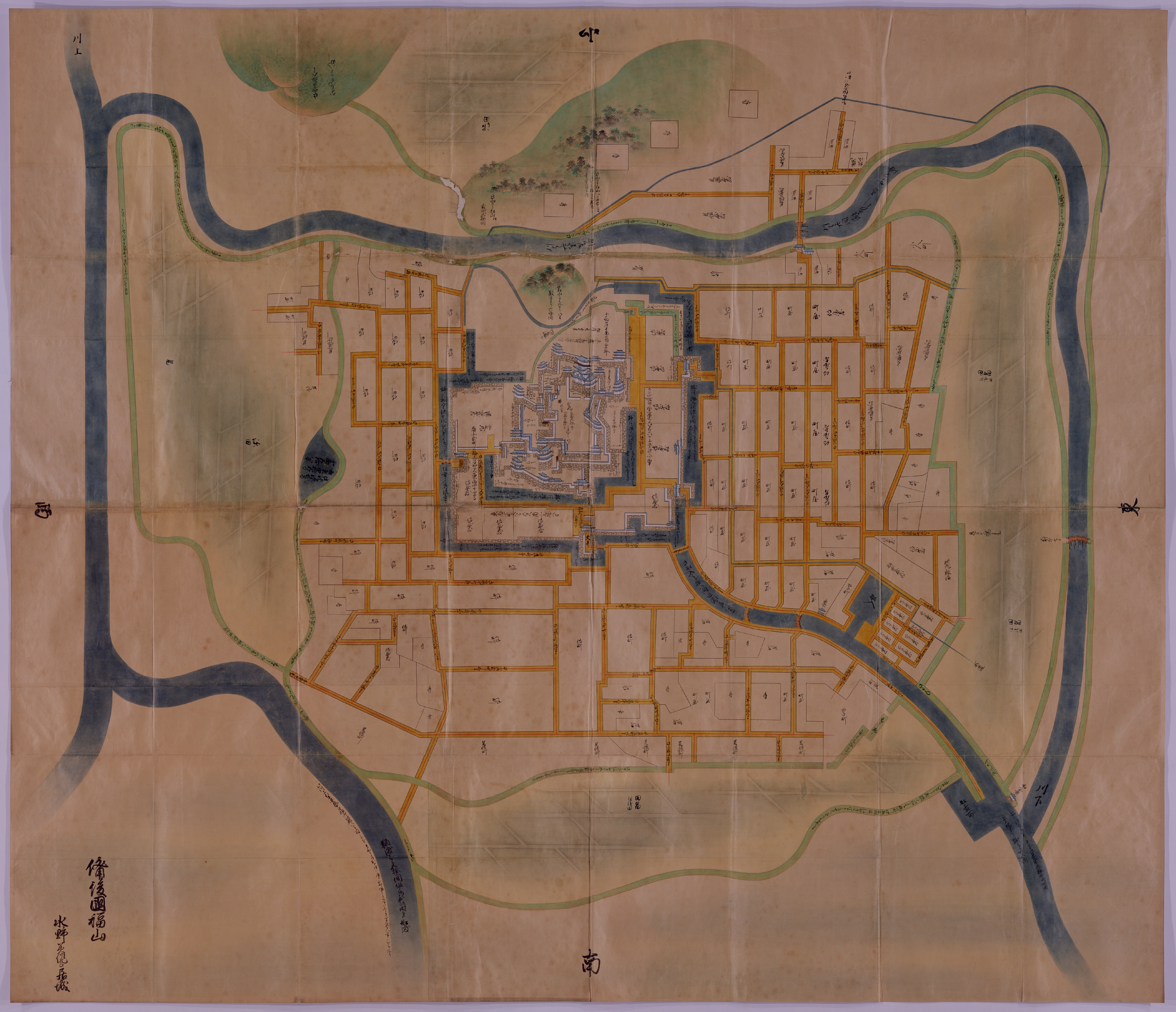
1644年的福山城及城下町地圖
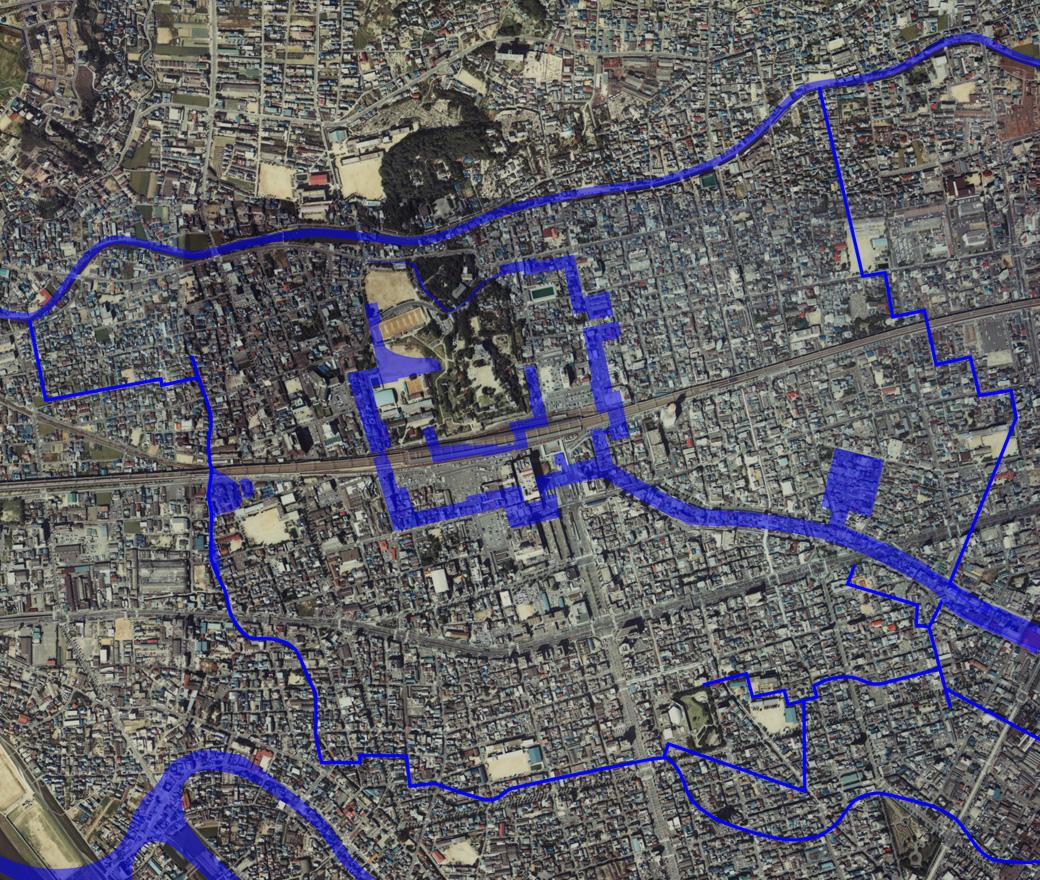
1981年的福山城周邊空拍圖及過去護城河位置對照
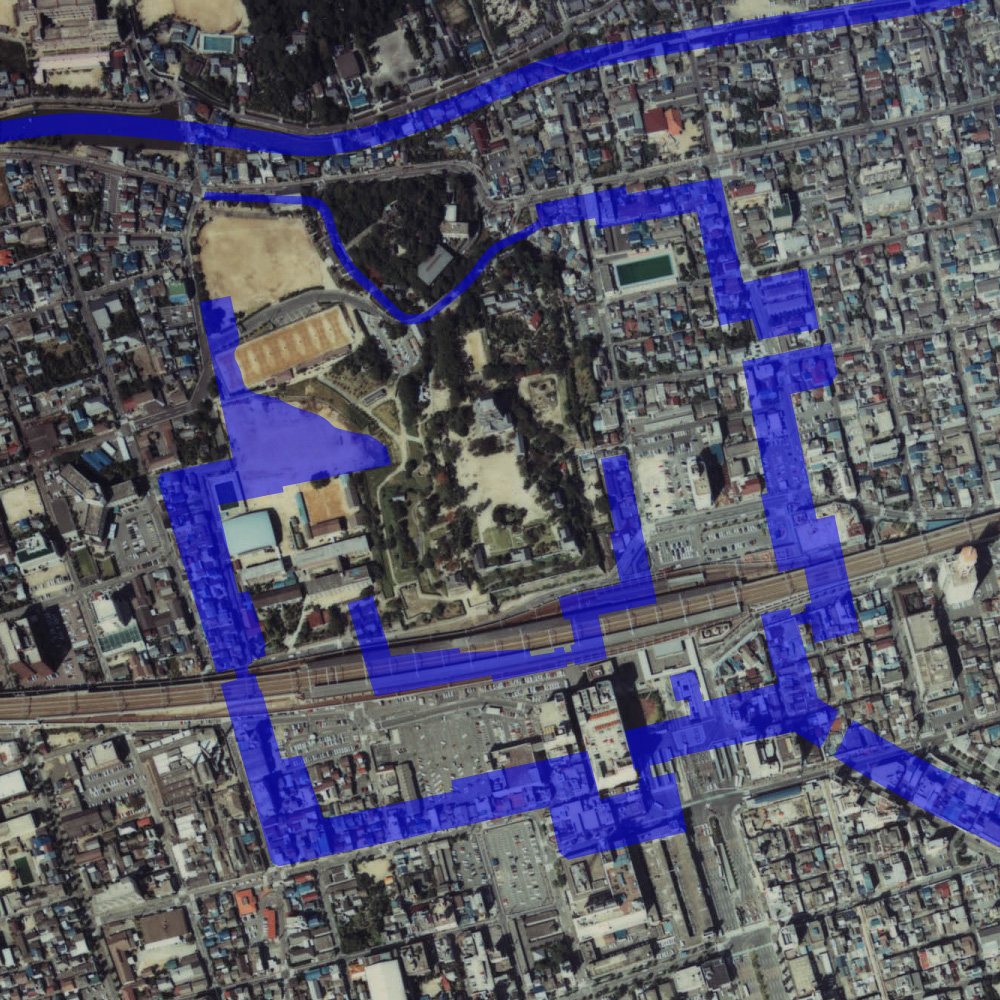
1981年的福山城周邊空拍圖及過去內護城河位置對照
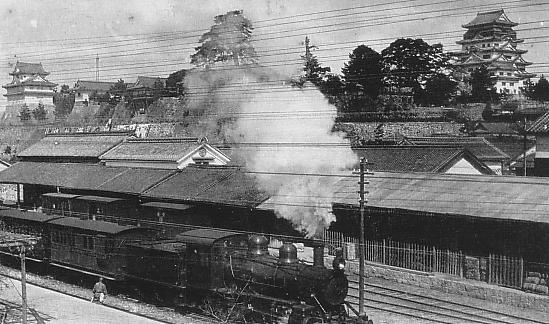
二十世初二次大戰前拍攝的福山車站及福山城
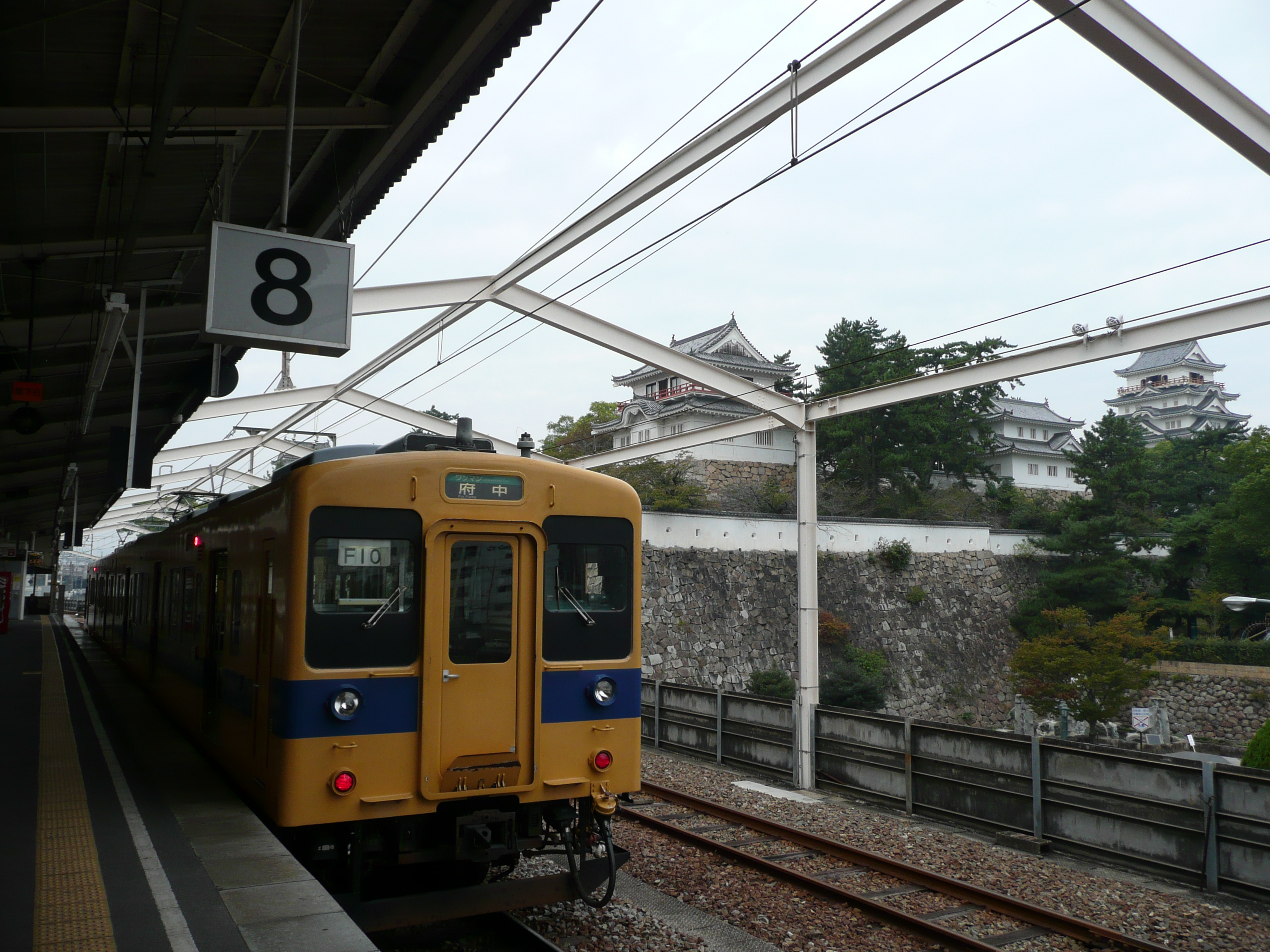
二十一世紀初從福山車站月台拍攝的福山城伏見櫓
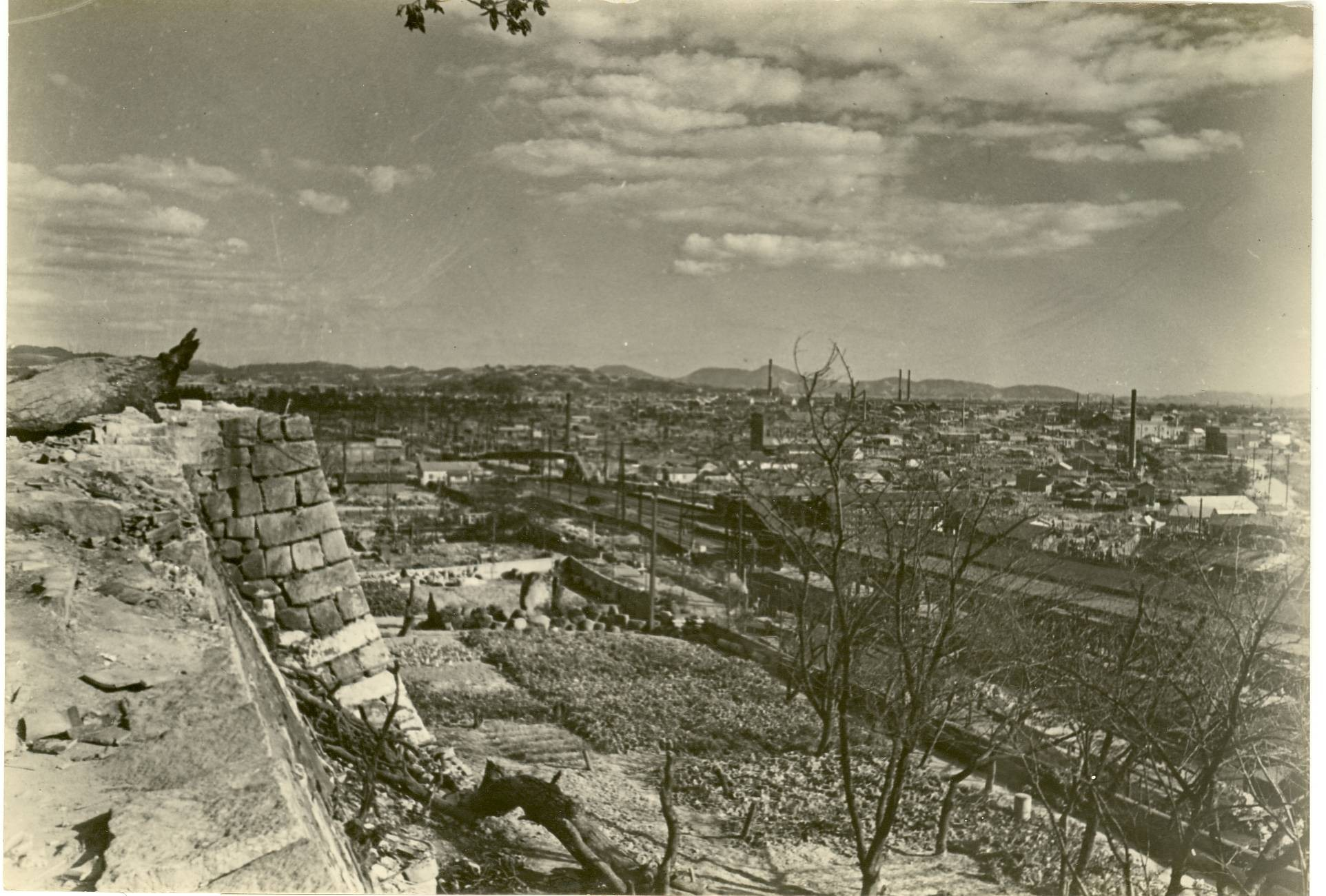
1945年遭到空襲後從:福山城月見櫓拍攝到的周邊景象

## 外部連結
- （日語） 福山城博物館 （页面存档备份，存于）
  - （繁體中文） 福山城博物館 （页面存档备份，存于）
  - （简体中文） 福山城博物馆 （页面存档备份，存于）